# Печіночниця звичайна (гриб)

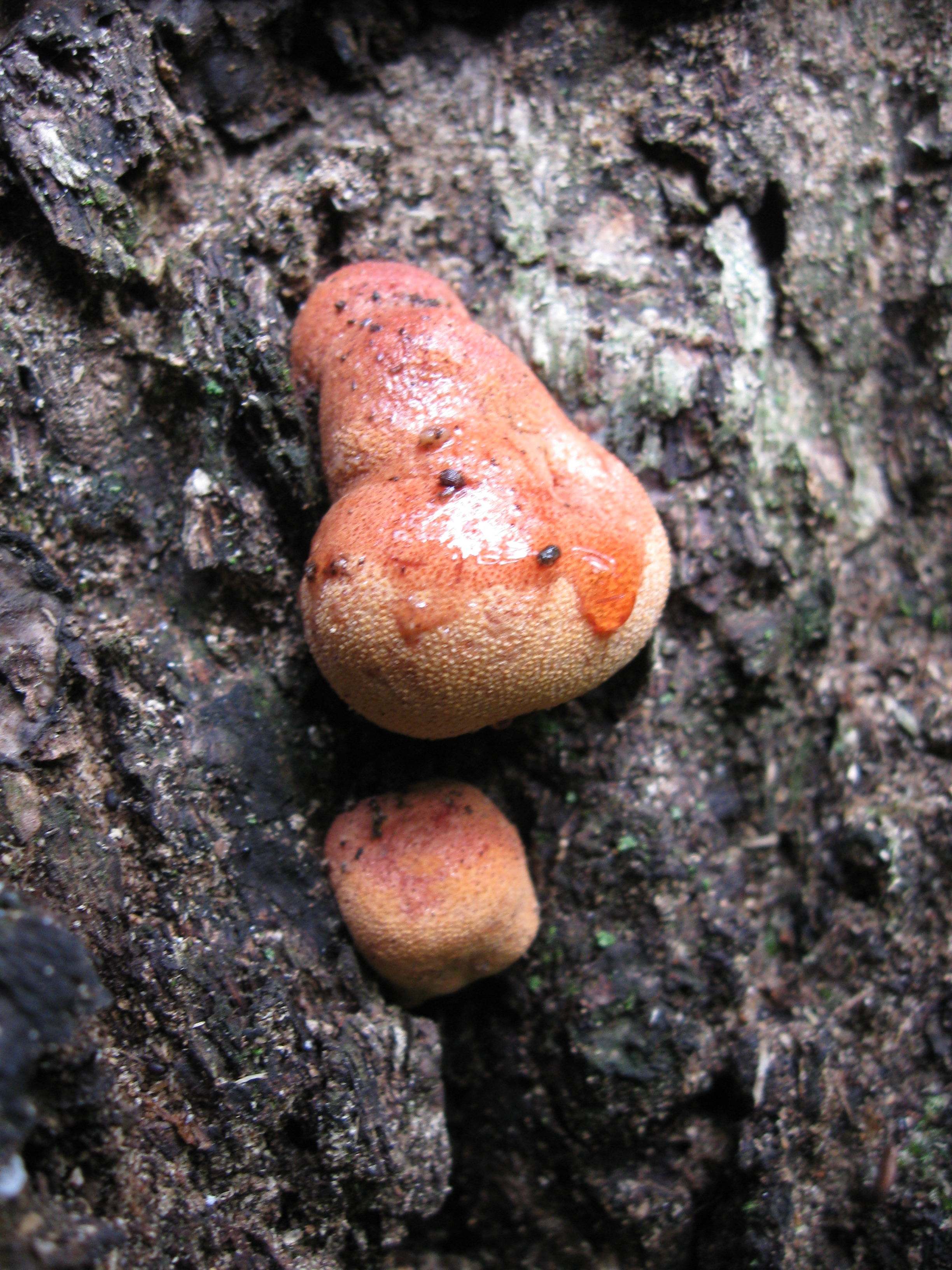
Молоде плодове тіло печіночниці

Печіночниця звичайна (Fistulina hepatica) — деревний гриб з родини Fistulinaceae. Місцеві назви — язця печінкова, (рідко) глива.

## Опис
Плодові тіла бічні, сидячі або з короткою ніжкою, шапки 10-20 (30) см завширшки, 2-6 см завтовшки, соковиті, м'ясисті, з віком сухуваті, щільні, пружні; поодинокі або невеликими групами. Шапки язиковидні, напівкруглі, більш-менш радіально смугасті, дрібногорбкуваті, пурпурово-червоні або пурпурово-м'ясо-червоні, з віком темно-буро-червоні. М'якуш з червонуватим соком, з світлішими прожилками, кислуватий на смак. Гіменофор трубчастий, білуватий, жовтуватий. Трубочки вільні, не з'єднані між собою. У поверхневому шарі тканин шапки утворюються еліпсоподібні конідії 6-10 Х 4-6 мкм. Спорова маса іржаво-бура. Спори безбарвні, світло-жовто-рожеві, яйцеподібні, гладенькі, 4-5,5 Х 3-4 мкм.

## Поширення. Екологія
Поширена на Поліссі та в Прикарпатті, зустрічається і на Закарпатті. Росте в листяних лісах, найчастіше розвивається на живих стовбурах, біля основи стовбурів (у дуплах) старих дубів і буків як паразит; у серпні — жовтні. Спричиняє буру гниль деревини, відому під назвою бурий дуб.

## Природоохоронний статус
Внесений до Червоної книги Білорусі.

## Практичне значення
Молодий гриб — добрий їстівний. Використовують його свіжим.